# 奥因多 (南卡罗来纳州)
奥因多（英文：Awendaw），是美国南卡罗来纳州下属的一座城市。城市类型是“Town”。其面积大约为9.68平方英里（25.06平方公里）。根据2010年美国人口普查，该市有人口1,294人，人口密度约为每平方 英里133.73人（约合每平方公里51.64人）。